# Бяла кула
Бялата кула (на гръцки: Λευκός Πύργος, Левкос Пиргос, на турски: Beyaz Kule, Беяз куле) е историческа забележителност и музей в град Солун, Гърция, разположен на брега на Солунския залив.

## История
Кулата е най-източната от трите кули на морската стена на града, съборена заедно с другите две кули в 1867 година. Тя свързвала източната с морската стена на Солун и разделяла еврейския квартал от мюсюлманските и еврейските гробища. Построена е от османския султан Сюлейман Велики в 1535 – 1536 година. Кулата заменя стара византийска кула, спомената от солунския епископ Евстатий Катафлор в описанието му на обсадата на града от норманите в 1185 година.
Използвана е успешно от османските турци като крепост и затвор, в който са лежали много български революционери и противници на османската власт. В 1826 година по нареждане на султан Махмуд II в кулата масово се избиват затворници. Заради безбройните жертви на османските изтезания и екзекуции кулата е наричана Кулата на еничарите, Канлъкуле – Кулата на кръвта и Червената кула до към края на XIX век.
Турците затварят и изтезават в кулата в 1863 година Петко войвода.
В 1890 година кулата е варосана и така се сдобива с днешното си име. Макар днес да е в светлобежов цвят, все още се нарича Бялата кула.
Солун попада в Гърция след Балканските войни в 1912 – 1913 година и през Първата световна война кулата е използвана като команден център на съглашенските войски и като склад за археологически находки, открити от британските части. По-късно е използвана като елемент от въздушната отбрана на града и като метеорологическа лаборатория на Солунския университет. Пред кулата е работило прочутото кафене и театър „Театър на Бялата кула“, съборени в 1954 година за разширяване на парка.

## Кулата днес
Сега кулата се намира на крайбрежния булевард „Ники“. В нея се помещава „Византийският музей“ и е една от водещите туристически атракции на града. Постройката е под управлението на Гръцкото министерство на културата и Агенцията за византийските старини.
Кулата е цилиндрична с височина от 33,9 m и диаметър 22,7 m. Има приземен етаж и 6 етажа, свързани със 120-метрова вита стълба по външната стена.

## Символика
Кулата се смята за символ на Солун и за символ на върховната власт на Гърция над Македония. Като основна забележителност на Солун – главния град на Македония, Бялата кула е използвана като символ и от македонски организации с македонистка или българска ориентация като Македонската патриотична организация, например.
През ранните години на 1990-те Бялата кула е център на голям спор между Гърция и новосъздадената Република Македония. Една от големите политически партии в Република Македония и водеща опозиция ВМРО-ДПМНЕ предлага печатането на банкноти, на които да е изобразена Бялата кула. Предложението е в подкрепа на иредентистката концепция „Обединена Македония“ на славомакедонските националисти, издигащи лозунга „Солун е наш“ по онова време. Все пак правителството в Скопие отхвърля предложението на ВМРО-ДПМНЕ и възприема друг дизайн за македонските банкноти, които са пуснати в обращение в 1992 година.
Въпреки това крайни националистически организации в Република Македония печатат неофициални банкноти с изображение на Бялата кула, които се продават като сувенири по улиците на Скопие. Печатането на тези банкноти става причина да плъзнат слухове в Гърция, че на македонския денар наистина са изобразени гръцки символи. В действителност банкнотите никога не се пускат в обращение, но в резултат на случката противоречията между двете държави, свързани с името на страната се изострят.

## Галерия
- Кулата в първата половина на XIX век
- Солун с кулата във втората половина на XIX век
- 1-ви батальон на гръцката Армия за национална отбрана марширува до Бялата кула на път към Солунския фронт
- Изглед към кулата
- Изглед от кулата
- Имитация на Бялата кула в Къщата с кулата на Стоян Карамихайлов в София
- Бялата кула днес